# Cyclobalanopsis sichourensis
Cyclobalanopsis sichourensis là một loài thực vật có hoa trong họ Fagaceae. Loài này được Hu mô tả khoa học đầu tiên năm 1951.